# Joan Tzetzes
Joan Tzetzes (Ἰωάννης Τζέτζης, Joannes Tzetzes) fou un escriptor grec del segle xii, nadiu de Constantinoble. Va destacar com a poeta i gramàtic, però sobretot la seva obra és important per contenir un recull d'obres d'autors anteriors actualment desaparegudes. La seva obra ha contribuït notablement a la redescoberta de les regles de la poesia grega antiga.

## Biografia
La seva època està determinada per ell mateix quan diu que va escriure cent anys després de Miquel Psel·los i el fet que va dedicar les Al·legories Homèriques a Irene Augusta l'esposa de Manuel I Comnè. Era fill de Miquel Tzetzes. El seu nom Joan era el del seu avi Joan un nadiu de l'Imperi Romà d'Orient, home ric però de pocs coneixements si bé amb gran respecte pels erudits. La seva àvia per part materna era íbera, parent de Maria d'Alania, a la qual va acompanyar en el viatge fins a l'Imperi Romà d'Orient per casar-se amb l'emperador i després es va casar ella amb el sebast Constantí Cerulari, nebot del patriarca Miquel Cerulari.
Va viure de jove amb el seu germà Isaac Tzetzes a la casa familiar, va rebre preceptes del seu pare i preferia adquirir coneixements a adquirir riqueses, poders i honors. Als 15 anys fou posat sota tutors que el van introduir en una rutina d'estudi i li van ensenyar hebreu i siríac. Els seus escrits mostren la influència d'aquests coneixements en literatura, ciència, filosofia.
Va ser secretari del governador de Véria a Macedònia, però va ser acomiadat abruptament per haver requerit les atencions de la dona del seu cap. Després d'això va passar per un moment difícil i va haver de vendre gairebé tots els seus llibres per satisfer les seves necessitats bàsiques. A partir del 1139 va trobar feina com a escrivent i secretari de serveis, després es va guanyar la vida com a professor (grammatikos) a Constantinoble. A poc a poc es va introduir als cercles literaris propers a l'emperador i va comptar amb el patrocini d'importants càrrecs eclesiàstics i polítics, com Irene, l'esposa del príncep Andrònic Comnè i protectora de les lletres. No obstant això, els temes de la pobresa i la insatisfacció amb el destí que hi va haver de passar, són presents als seus treballs literaris.

## Obra
Escrivia molt ràpid i tenia una alta opinió d'ell mateix. Considerava que els seus conciutadans podien esdevenir bàrbars per manca de coneixements. Es conserva bona part de la seva obra totalment o parcialment:
Epístoles

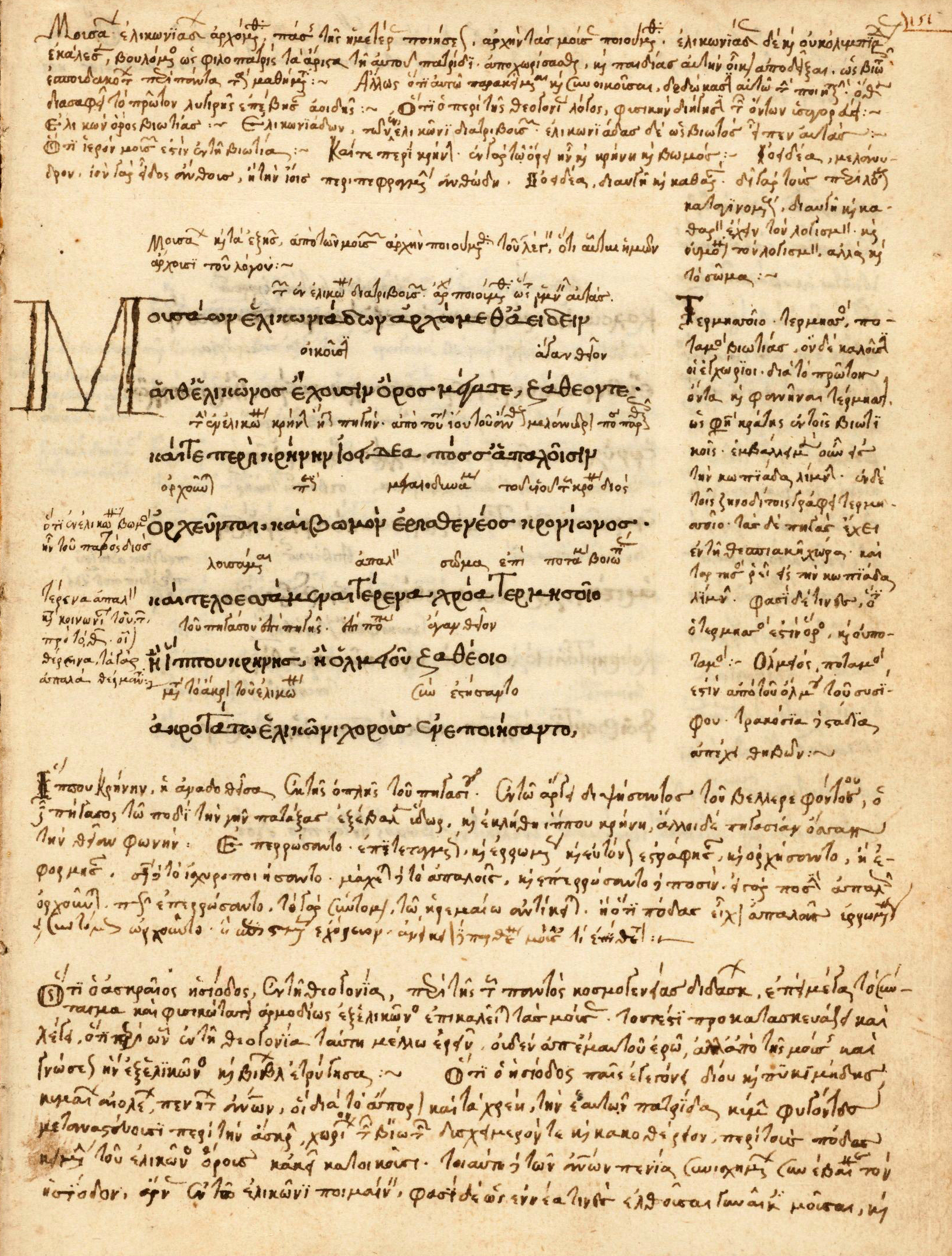
Manuscrit del amb els comentaris de Joan Tzetzes a la Teogonia d'Homer

Un conjunt d'històries que estan narrades en forma d'epístoles, 107 en total, adreçades algunes a personatges ficticis i altres a personatges famosos de l'època de Tzetzes. En elles es poden trobar detalls autobiogràfics.
Chiliades
La més important de totes es considera que és βίβλος ἱστορική (Bíblos istorikí̱,«El llibre de les històries»), més coneguda pel nom Χιλιάδες (Chiliades, «Milers»). Com que és una obra molt extensa, el seu primer editor (N. Gerbel, 1546) va fer una separació arbitrària en llibres que contenien cadascun 1000 línies. La col·lecció és una miscel·lània d'escrits d'altres autors sobre literatura, història, teologia i història antiga, la importància de les quals rau en el fet que si no fos per la compilació de Tzetzes no les coneixeríem, ja que els originals s'han perdut. Conté citacions de més de quatre-cents autors. Tzetzes justifica aquesta obra, en una explicació al començament, dient que eren aclariments necessaris a les epístoles que havia escrit amb anterioritat. En una segona edició, Tzetzes va afegir anotacions als marges en prosa i en vers. Alguns li van criticar fer servir un estil massa alliçonador.
Ilíaca
Una altra obra destacada es titula Ἰλιακά (Iliaca), que és alhora un resum i una continuació de la Ilíada d'Homer. Està dividida en tres parts: Ante-homèrica, Homèrica i Post-homèrica (Τὰ πρὸ Ὁμήρου, τὰ Ὁμήρου, καὶ τὰ με? Ὅμηρον), escrites en 1.676 versos hexàmetres.
Al·legories Homèriques
El títol original era ὑπόθεσις τοῦ Ὁμήρου ἀλληγορηθεῖσα o μετάφρασις Ὁμήρου. Escrites en versos decapentasil·làbics, estava dedicada a l'emperadriu d'origen germànic Irene i a Constantí Cotertzes. L'obra està dividida en dos poemes didàctics a través dels quals s'exposa la teologia homèrica, fent servir tres tipus d'al·legories: històriques (στοιχειακή), anagògica (πρακτική) i mental(ψυχική).
Teogonia
Una sèrie de narratives mítiques i èpiques titulada θεογονία (Theogonia), formada per 777 versos decapentasil·làbics.
Scholia
Dins del seu Scholia destaca la còpia amb comentaris d'una tragèdia de Licòfron titulada  Alexandra or Cassandra. Es creu que el seu germà Isaac, va col·laborar amb ell en la producció d'aquesta obra basada en la mítica pofetessa Cassandra. Una altra obra comentada dins del Scholia és l'Halièutica d'Oppià.
Altres obres
- περὶ μέτρων (perí métro̱n, «Sobre la Mètrica»)
- περὶ διαφορᾶς ποιητῶν (perí diaforás poii̱tó̱n, «Sobre Diversos Poemes»)
- περὶ Πινδαρικῶν μέτρων (perí Pindarikó̱n métro̱n, «Sobre la mètrica de Píndar»)
- περὶ ῥημάτων αὐθυποτάκτων (perí ri̱máto̱n a̓f̱thypotákto̱n, «Sobre les rimes»)
- ἐχήγησις (echí̱gi̱sis)
- Expositio Isagoges, seu Libri de V. Vocibus Porphyrii
- Un epítom de la retòrica d'Hermògenes
- Λογισμῶν βίβλος (Logismó̱n bíblos, «Llibre de Lògica»)
- Un tractat sobre el Cànon de Ptolemeu
- Diverses peces curtes i epigrames entre els quals destaquen:
  - un poema sobre la mort de Manuel I Comnè, esdevinguda l'any 1180, amb la particularitat que cada vers comença pel darrer mot del vers precedent;
  - un poema escrit en versos iàmbics descrivint els capricis de la fortuna i la sort dramàtica dels intel·lectuals;
  - un poema iàmbic sobre l'educació dels nens;
  - una Vida de santa Llúcia.